# Accord de cinq notes
En harmonie tonale, un accord de cinq notes est un accord de quatre notes plus une neuvième.
On peut dire également : accord de cinq sons, ou encore, accord de neuvième — plus particulièrement quand il est fondamental.
Avec la neuvième, l'accord contient une triple dissonance entre les quatre notes suivantes : la septième, la fondamentale, la neuvième et la tierce.

## Différentes espèces d'accords de cinq notes
Un accord de cinq notes étant constitué des quatre notes d'un accord de quatre notes — fondamentale, tierce, quinte et septième — plus une neuvième pouvant être majeure, mineure, ou augmentée, on dénombre dix espèces d'accord de cinq notes.

### Accord de neuvième majeure de dominante
L'accord de neuvième majeure de dominante, qui constitue la 1re espèce, est formé d'un accord de septième de dominante plus une neuvième majeure. Il est exclusivement présent sur le Ve degré du mode majeur.
Exemple : ré, fa{\displaystyle \sharp }, la, do, mi.

### Accord de neuvième mineure de dominante
L'accord de neuvième mineure de dominante, qui constitue la 2e espèce, est formé d'un accord de septième de dominante plus une neuvième mineure. Il est exclusivement présent sur le Ve degré du mode mineur.
Exemple : ré, fa{\displaystyle \sharp }, la, do, mi{\displaystyle \flat }.

### Accord de neuvième majeure et septième mineure
L'accord de neuvième majeure et septième mineure, qui constitue la 3e espèce, est formé d'un accord de septième mineure plus une neuvième majeure. Il est présent sur les IIe et VIe degrés du mode majeur et sur le IVe degré du mode mineur.
Exemple : ré, fa, la, do, mi.

### Accord de neuvième mineure et septième mineure
L'accord de neuvième mineure et septième mineure, qui constitue la 4e espèce, est formé d'un accord de septième mineure plus une neuvième mineure. Il est présent sur le IIIe degré du mode majeur.
Exemple : ré, fa, la, do, mi{\displaystyle \flat }.

### Accord de neuvième mineure et quinte diminuée
L'accord de neuvième mineure et quinte diminuée, qui constitue la 5e espèce, est formé d'un accord de septième mineure et quinte diminuée plus une neuvième mineure. Il est présent sur le VIIe degré du mode majeur et sur le IIe degré du mode mineur.
Exemple : ré, fa, la{\displaystyle \flat }, do, mi{\displaystyle \flat }.

### Accord de neuvième majeure et septième majeure
L'accord de neuvième majeure et septième majeure, qui constitue la 6e espèce, est formé d'un accord de septième majeure plus une neuvième majeure. Il est présent sur les Ier et IVe degrés du mode majeur.
Exemple : ré, fa{\displaystyle \sharp }, la, do{\displaystyle \sharp }, mi.

### Accord de neuvième augmentée
L'accord de neuvième augmentée, qui constitue la 7e espèce, est formé d'un accord de septième majeure plus une neuvième augmentée. Il est présent sur le VIe degré du mode mineur.
Exemple : ré, fa{\displaystyle \sharp }, la, do{\displaystyle \sharp }, mi{\displaystyle \sharp }.

### Accord de neuvième mineure et septième diminuée
L'accord de neuvième mineure et septième diminuée, qui constitue la 8e espèce, est formé d'un accord de septième diminuée plus une neuvième mineure. Il est présent sur le VIIe degré du mode mineur.
Exemple : ré, fa, la{\displaystyle \flat }, do{\displaystyle \flat }, mi{\displaystyle \flat }.

### Accord de neuvième majeure, septième majeure et parfait mineur
L'accord de neuvième majeure, septième majeure et parfait mineur, qui constitue la 9e espèce, est formé d'un accord de septième majeure et parfait mineur plus une neuvième majeure. Il est présent sur le Ier degré du mode mineur.
Exemple : ré, fa, la, do{\displaystyle \sharp }, mi.

### Accord de neuvième majeure et quinte augmentée
L'accord de neuvième majeure et quinte augmentée, qui constitue la 10e espèce, est formé d'un accord de septième majeure et quinte augmentée plus une neuvième majeure. Il est présent sur le IIIe degré du mode mineur.
Exemple : ré, fa{\displaystyle \sharp }, la{\displaystyle \sharp }, do{\displaystyle \sharp }, mi.

## Accords de neuvième sur les sept degrés des deux modes
- La gamme majeure contient cinq espèces d'accord de neuvième :

1. l'accord de neuvième majeure de dominante (1re espèce) : sur le Ve degré ;
2. l'accord de neuvième majeure et septième mineure (3e espèce) : sur les IIe et VIe degrés ;
3. l'accord de neuvième majeure et septième majeure (6e espèce) : sur les Ier et IVe degrés ;
4. l'accord de neuvième mineure et septième mineure (4e espèce) : sur le IIIe degré ;
5. l'accord de neuvième mineure et quinte diminuée (5e espèce) : sur le VIIe degré.
- La gamme mineure harmonique contient sept espèces d'accord de neuvième :

1. l'accord de neuvième mineure de dominante (2e espèce) : sur le Ve degré ;
2. l'accord de neuvième mineure et quinte diminuée (5e espèce) : sur le IIe degré ;
3. l'accord de neuvième mineure et septième diminuée (8e espèce) : sur le VIIe degré ;
4. l'accord de neuvième majeure et septième mineure (3e espèce) : sur le IVe degré ;
5. l'accord de neuvième majeure, septième majeure et parfait mineur (9e espèce) : sur le Ier degré ;
6. l'accord de neuvième majeure et quinte augmentée (10e espèce) : sur le IIIe degré ;
7. l'accord de neuvième augmentée (7e espèce) : sur le VIe degré.
- Exemples en do majeur et do mineur :

## Emploi des accords de cinq notes
Les renversements des accords de cinq notes étant peu employés, on ne leur a pas affecté de noms particuliers, sauf en ce qui concerne l'accord de neuvième de dominante sans fondamentale.

### Disposition de la neuvième
La neuvième doit toujours être placée au-dessus de la fondamentale, et au moins à une distance de neuvième de celle-ci. Par voie de conséquence, le quatrième renversement d'un accord de neuvième avec fondamentale est impossible.

### Préparation et résolution de la neuvième
La neuvième doit être amenée par mouvement oblique — préparation stricte.
- Sa résolution régulière est réalisée en faisant descendre conjointement sa note extrême supérieure.

Il convient de noter que la neuvième fait souvent sa résolution avant les autres notes, l'accord de cinq notes se transformant ainsi en un accord de quatre notes avant d'enchaîner l'accord suivant — on parle dans ce cas de résolution anticipée.
- Par ailleurs, comme pour les autres dissonances, la neuvième peut se résoudre irrégulièrement soit en restant en place, soit en montant d'un demi-ton ou d'un ton. Elle peut alors se transformer en octave juste par mouvement oblique.

Dans un accord de cinq notes, la septième suit les mêmes règles de préparation et de résolution que dans un accord de quatre notes.

### Suppressions
Dans un accord de cinq notes à quatre parties, la note à supprimer est évidemment la quinte. Cependant, dans le deuxième renversement, la quinte étant à la basse, la septième pourra exceptionnellement être supprimée.

### Enchaînement
Un accord de cinq notes est ordinairement enchaîné à l'accord dont la fondamentale est située une quinte au-dessous. Il peut également faire un enchaînement exceptionnel.
Un accord de cinq notes, quelle que soit son espèce, contient trois quintes harmoniques : l'une située entre la fondamentale et la quinte, l'autre, entre la tierce et la septième, la troisième, enfin, entre la quinte et la neuvième. Il conviendra de ne pas oublier cette particularité au moment de vérifier s'il n'y a pas de quintes consécutives. Par exemple, lorsque la quinte est présente, et qu'elle est placée au-dessous de la neuvième, elle doit monter conjointement — pour éviter deux quintes consécutives, à cause du mouvement obligé descendant de la neuvième —, ce qui aboutit, dans un enchaînement ordinaire, à doubler la tierce de l'accord suivant.

### Plan de l'étude
On distingue donc dix espèces d'accords de cinq sons, les plus employées, et les plus importantes, étant la neuvième majeure de dominante, sur le Ve degré du mode majeur, et la neuvième mineure de dominante, sur le Ve degré du mode mineur.
- Accord de neuvième de dominante avec fondamentale
- Accord de neuvième de dominante sans fondamentale
- Accord de neuvième d'espèces